# Třída Scarpe
Třída Scarpe byla třída avíz francouzského námořnictva z období první světové války. Celkem byly postaveny tři jednotky této třídy. Ve službě byly od roku 1918.

## Stavba
Celkem byly postaveny tři jednotky této třídy. Objednány byly na základě programu z roku 1917. Do jejich stavby se zapojily francouzské loděnice Arsenal de Lorient v Lorientu a Arsenal de Brest v Brestu. Plavidla byla do služby přijata roku 1918.
Jednotky třídy Scarpe:
| Jméno     | Loděnice           | Založení kýlu | Spuštěna       | Vstup do služby | Status |
| --------- | ------------------ | ------------- | -------------- | --------------- | --- |
| Ancre     | Arsenal de Lorient | 1917          | duben 1918     | 1918            | Dne 3. května 1920 bylo u Očakivu poškozeno sovětskou pobřežní baterií a vzdalo se. Později vráceno Francii. Vyřazeno 1940. |
| Scarpe    | Arsenal de Lorient | 1917          | 31. října 1917 | 1918            | Vyřazeno 1938. |
| La Suippe | Arsenal de Brest   | 1917          | duben 1918     | 1918            | Dne 3. července 1940 ve Falmouthu zajato Brity. Dne 14. dubna 1941 potopeno německým letectvem. Po vyzvednutí sešrotováno.  |

## Konstrukce
Výzbroj představovaly čtyři 100mm kanóny, jeden 65mm kanón a dva vrhače hlubinných pum. Pohonný systém tvořily dva kotle Du Temple a dvě parní turbíny Parsons o výkonu 5000 hp, pohánějící dva lodní šrouby. Nejvyšší rychlost dosahovala dvacet uzlů. Dosah byl 4000 námořních mil při rychlosti jedenáct uzlů.

### Modifikace
Ve třicátých letech 65mm kanón nahradil 75mm/35 kanón M1897.